# Adolf Ulrik Wertmüller
Ulric Adolph (Adolf) Wertmüller, född 18 februari 1751 i Stockholm, död 5 oktober 1811 på Naaman Creek i Wilmington, Delaware i USA, var en svensk-amerikansk målare och tecknare.

## Biografi
Adolf Ulrik Wertmüller var son till apotekaren och kunglige livmedikusen Johan Ulrik Wertmüller och Maria Ravens och från 1801 gift med dotterdottern till Gustaf Hesselius Eliza Betsy Henderson. Han var farbror till bryggaren och skeppsredaren Johan Gustaf Wertmüller. Han växte upp i ett burget hem i den högre medelklassen och fick genom familjens ekonomiska stöd studera konst. Till en början utbildade han sig till skulptör i Pierre Hubert L'Archevêques ateljé i Stockholm 1765–1771 och var under studietiden behjälplig vid ciseleringen av L'Archevêques Gustav Vasa-staty. Under en period vid ateljén fick han även undervisning i teckning av L'Archevêques unge medhjälpare Johan Tobias Sergel. Wertmüller inriktade sig tidigt på den plastiska formgivningen som även kom att bli ett kännemärke för hans bildkonst som målare. Troligen på grund av ekonomiska skäl övergick han efter sex års skulpturutbildning till det mer lukrativa måleriet. Efter att han vistas en kort tid i Lorens Paschs ateljé reste han till Frankrike 1772. I Paris togs han omhand av Alexander Roslin och fick börja studera målning för historiemålaren Joseph-Marie Vien som inriktade hans konst mot nyantiken. När Vien 1775 blev direktör för den nyinrättade franska konstakademien i Rom följde Wertmüller med sin lärare dit. Han kom till Rom just som den italienska konsten genomgick ett betydelsefullt skede i den klassicistiska historien. Till sitt umgänge i Rom räknade han både Sergel och Louis Masreliez som studerade i Rom samtidigt med honom. Under sin Romtid var han mycket produktiv och av hans studieflit vittnar sex band om vardera 20 teckningar som såldes på dödsboauktionen efter honom 1812. Hans studietid i Rom blev emellertid kortare än han räknat med då det treåriga ekonomiska understödet från Sverige upphörde och han tvingades 1779 återvända till Frankrike för att försörja sig som konstnär. Han bosatte sig först i Lyon där han trots konkurrens från Pehr Eberhard Cogell lyckades slå sig fram som porträttmålare. Han flyttade till Paris 1781 där han till en början utförde kopieringar av Roslins verk som han sålde till den franska aristokratin. Vid Parissalongen 1783 var han representerad med fyra egna originalporträtt, men sin största framgång nådde han med målningen Ariadne på Naxos som var ett beställningsarbete för den svenska ministern i Paris Gustaf Philip Creutz 1783. I samband med att tavlan visades offentligt blev Wertmüller ett berömt namn och han blev agré vid Académie Royale de Peinture et de Sculpture. Efter att han utfört två receptionsporträtt föreställande historiemålaren Jean-Jacques Bachelier och skulptören Jean-Jacques Caffieri valdes han in som ordinarie ledamot av Franska konstakademien 1789.
Creutz beställde en replik av Ariadnes huvud som han skänkte till Gustav III. Målningen blev mycket uppskattad av Gustav III som utnämnde honom till förste hovmålare och samtidigt blev han medlem av Svenska konstakademien. Wertmüllers mor rapporterade via brev stolt till sin son att Ariadnes huvud "sitter på Drottningholm och härvarande connoisseurer säga att hufvudet är makalöst vackert". När Gustav III besökte Wertmüllers ateljé i Louvren 1784 fick han genom konungens beställning tillåtelse att måla Marie-Antoinettes porträtt. Han framställde drottningen promenerande med sina två barn i parken vid Trianon och det tog honom nästan ett år att färdigställa verket. Målningen ställdes ut tillsammans med porträtten av Bachelier och J.J. Caffieri på salongen 1785. Porträttet av Marie-Antoinette blev mycket omilt bedömt av den samtida kritiken och Marie-Antoinette uttryckte själv sitt missnöje över målningen. Hans nästa större framgång kom istället med den mytologiska kompositionen Danaë och guldregnet från 1787 som av Axel Gauffin räknades till "den svenska nyklassicismens monumentalaste verk i olja" samt Mme Adelaide Aughié i drottningens mejeri vid Trianon. Tack vare dessa målningar som var lämpliga att väcka uppmärksamhet vid de årliga konstutställningarna kom Wertmüller att bli känd för en bredare publik i Frankrike. Han medverkade i Parissalongen sista gången 1787 och trots de lovord och den uppmärksamhet han väckt med sina monumentalkompositioner hade han det svårt att hävda sig som porträttmålare i Paris. Wertmüller hävdar själv att anledningen var de diskussioner kring porträttet av Marie-Antoinette och att hans kolleger "voro ganska afvundsjuka öfver det at jag som en ung man af 33 års ålder hade haft den lyckan". Han sökte dig därför nya arbetsfält och bosatte sig 1788 i Bordeaux där han fick kontakt med en stor och tacksam kundgrupp ur stadens förmögna borgerskap. Under sin tid i Bordeaux målade han i medeltal ett porträtt var tionde dag. När revolutionen bröt 1789 ut lämnade han Bordeaux med ett rejält sparkapital och provade utan större framgång på att bli porträttmålare för Madrids hovkretsar men det blev bara några enstaka porträtt målade i Madrid så han flyttade i augusti 1791 vidare till Cadiz där han under tre års tid var fullt ut anlitad som porträttör. På en svensk brigg som han medföljde anlände han i maj 1794 till Philadelphia där han strax efter ankomsten fick en beställning att måla George Washingtons porträtt. Av detta porträtt utförde han ett flertal repliker varav ett, signerat Philadelphia 1795, ingår i Nationalmuseums samling i Stockholm. Trots framgången med Washingtons porträtt fick han inte många beställningar och han klagade i ett brev till Carl Fredrik Sundvall över att man i New York och Philadelphia föredrog engelska målare. På grund av ekonomiska trångmål tvingades han att återvända till Europa 1796 för att bevaka några ekonomiska intressen.
Genom ett arv ägde han nämligen en betydande förmögenhet förvaltad av sin gode vän kommerserådet Johan Henrik Wretman som avled i Paris 1795. Han kunde i Paris inte få någon klarhet om en del kapital som var utlånat varför han reste vidare till Sverige där han lyckades återfå huvudparten av pengarna. Trots att han lyckades återfå delar av sitt kapital blev hans vistelse i Sverige inte särskilt lyckosam. Bland några konstnärskolleger togs han visserligen emot med stora förväntningar. Berndt Henric Fredenheim betraktade honom som en av landets främsta själstolkare men det var ett omdöme som Oscar Levertin ansåg var en hädelse mot Lorens Pasch och Carl Fredric von Breda. Hans återkomst till Sverige skedde under en konstnärlig brytningstid då Martins och Bredas engelska och sentimentala stil stod mot den sakliga franska nyklassicismen där slutligen den franska nyklassicismen segrade med representanter som bland annat Per Krafft. Wertmüller hade inte tid att vänta på någon omformning av den svenska konstuppfattningen och efter att ha gått miste om en utlovad kunglig beställning samt på grund av personliga intriger blivit förbigången vid tillsättandet av en professur vid Konstakademien efter Louis Masreliez lämnade han landet för alltid trots att han erbjudits en lärartjänst. Under de två år han vistades i Sverige målade han huvudsakligen porträtt av vänner och självporträtt samt miniatyrer, det enda officiella uppdraget var ett porträtt av drottning Hedvig Elisabeth Charlotta och den sista beställningen i Sverige var ett porträtt på major Råbergh med fru. Vid akademiutställningarna, där han första gången var representerad 1770, blev han belönad med ett andrapris i teckning och under 1790-talet medverkade han två gånger med några porträtt och Ariadne. Wertmüller återvände till Amerika men innan han lämnade Europa fick han uppleva ytterligare en besvikelse då svågern direktör Niklas Pauli genom spekulation förskingrat det arv som han genom hårt arbete i Frankrike och Sverige lyckats återfå.
Utblottad ekonomiskt bosatte han sig i Philadelphia och efter giftermålet med Gustaf Hesselius dotterdotter Elisabet Henderson 1801 skaffade han sig en lantegendom i närheten av Naamans Creek utanför Wimington i Delaware. Med åren försvagades hans syn och han tvingades minska ner sin konstnärliga verksamhet till ett minimum. Michel N. Benisovichs forskning under 1950- och 1960-talen har klarlagt att han målade in i det sista, företrädesvis porträtt. En Cach Book vid Pennsylvania Academy of the Fine Arts i Pennsylvania förtecknar en rad av porträtt som Wertmüller utförde under sin tid i Amerika. Bland annat avporträtterade han William Hamilton, Joseph Sims, James Bayard och flera porträtt med medlemmar av släkten Hamilton. Utöver porträttmåleri utförde han flera kopieringsmålningar och restaureringsuppdrag för William Hamilton som även fick köpa en kopia av Danaës huvud. Under sin Amerikatid deltog han i Exhibition of the Columbianum som visades i Philadelphia 1795 och 1802 ställde han ut ett George Washington-porträtt på The Shakespeare Gallery i New York. Mot inträdesavgift ställde han ut målningen Danaë och guldregnet i Jackson, Pennsylvania 1806 och 1810 överlät han visningsrätten till en entreprenör som ställde ut verket fram till hans död. En kopia av Danaë och Portrait of a Man samt den senare aldrig återfunna målningen Ceres ställdes ut på First Exhibition of Associated Artists i Philadelphia 1811. Vid hans död auktionerades hans kvarvarande egna verk samt delar av hans konstsamling ut på en offentlig auktion. I samlingen ingick verk av Rembrandt, Rubens och van Dyck; bland hans egna verk såldes bland annat en Danaë, en replik av denna i mindre format samt tre bröstbilder av Danaë samt gravyrer, böcker och konstföremål; totalt utauktionerades 304 nummer. En postum minnesutställning med några inlånade verk arrangerades 1825 i New York. Under decennierna närmast härefter var han representerad med enstaka verk på ett flertal amerikanska utställningar i bland annat Philadelphia och New York.
Wertmüller var utan tvekan en av de större svenska begåvningarna när det gällde porträttkonst men på grund av hans rastlösa och kosmopolitiska läggning blev hans konstnärliga gärning sönderstyckad och halvhjärtad. Hans biografi är en lång resejournal vilket försvårar studier av hans verk. Tack vare den nyklassicistiska konststilen har han utfört målningar med en glänsande karaktäriseringsförmåga. Under de trettio år han var verksam var förändringarna i hans stil mycket små och med några få undantag avbildade han sina motiv som bröstbild, snett en face med armarna utefter sidorna och med blicken riktad rakt fram. Denna stil att avbilda personer har mycket gemensamt med Roslins ålderdomsstil med en saklig karaktärisering utan rokokons stoffmåleri men utan nyantikens plastiska skärpa men han har även hämtat inslag från Pehr Eberhard Cogell som han konkurrerade med i Lyon. De gånger han inte har följt sitt vanliga sätt att avbilda personerna kan man anta att beställaren har framfört önskemål om tavlans utformning. Han representerar i sina mytologiska målningar övergången från rokoko till nyklassicism, som i den franska konsten företrädes av hans lärare Joseph Marie Vien och av den unge Jacques-Louis David. De sporadiska kontakter han hade med Sverige medförde att han fick en liten påverkan av den svenska konstutvecklingen men för många av de konstnärer som var verksamma i landet var han emellertid symbolen för en konstnärlig frigörelse genom sitt avståndstagande från Sverige där Wertmüller ansåg att snålheten och oginheten regerade. I äldre svensk litteratur bedömdes hans konst ganska snävt och Georg Nordensvan bedömde hans måleri som enbart nykter och temperamentslös. Med tiden förändrades den inställningen och Nationalmuseum i Stockholm visade en minnesutställning med hans konst 1951, 200 år efter Wertmüllers födelse. Wertmüller var i huvudsak verksam i Italien, Frankrike, Spanien och USA. Han målade mytologiska motiv i kylig, nyklassicistisk stil (Danaë och guldregnet) och mästerliga porträtt (George Washington).
Genom Gustaf Abraham Granström och Axel Gauffin som lyckades förvärva Wertmüllers självbiografi, dagböcker och flera brev till honom fick man en större kännedom om hans liv och verk, dessa handlingar finns numera i Kungliga bibliotekets ägo. Förutom dagboksanteckningarna Notte de tous mes ouvrages pour lequels j'ai eté, ou du étre payé som är en verkförteckning omfattande tiden 1780–1802 innehåller de wertmüllerska handlingarna 124 olika konvolut med pedantiskt samlade brev, räkningar och utställningsnoteringar. 
Wertmüller är representerad med konst vid Nationalmuseum i Stockholm, Kalmar läns museum, Konstakademien, Statens porträttsamling på Gripsholm, Rosersbergs slott, Löfstads slott, Värmlands museum, Norrköpings Konstmuseum, Kristianstads museum, Länsmuseet Gävleborg, Metropolitan Museum of Art i New York, Historical Society of Pennsylvania i Philadelphia, Baltimore Museum, Pennsylvania Academy of the fine Arts, Augusta Art Gallery i Georgia, Ateneum i Helsingfors, Pradomuseet i Madrid, Schloss Coppet i Schweiz, Nancy museum och Bryssels museum.

## Galleri

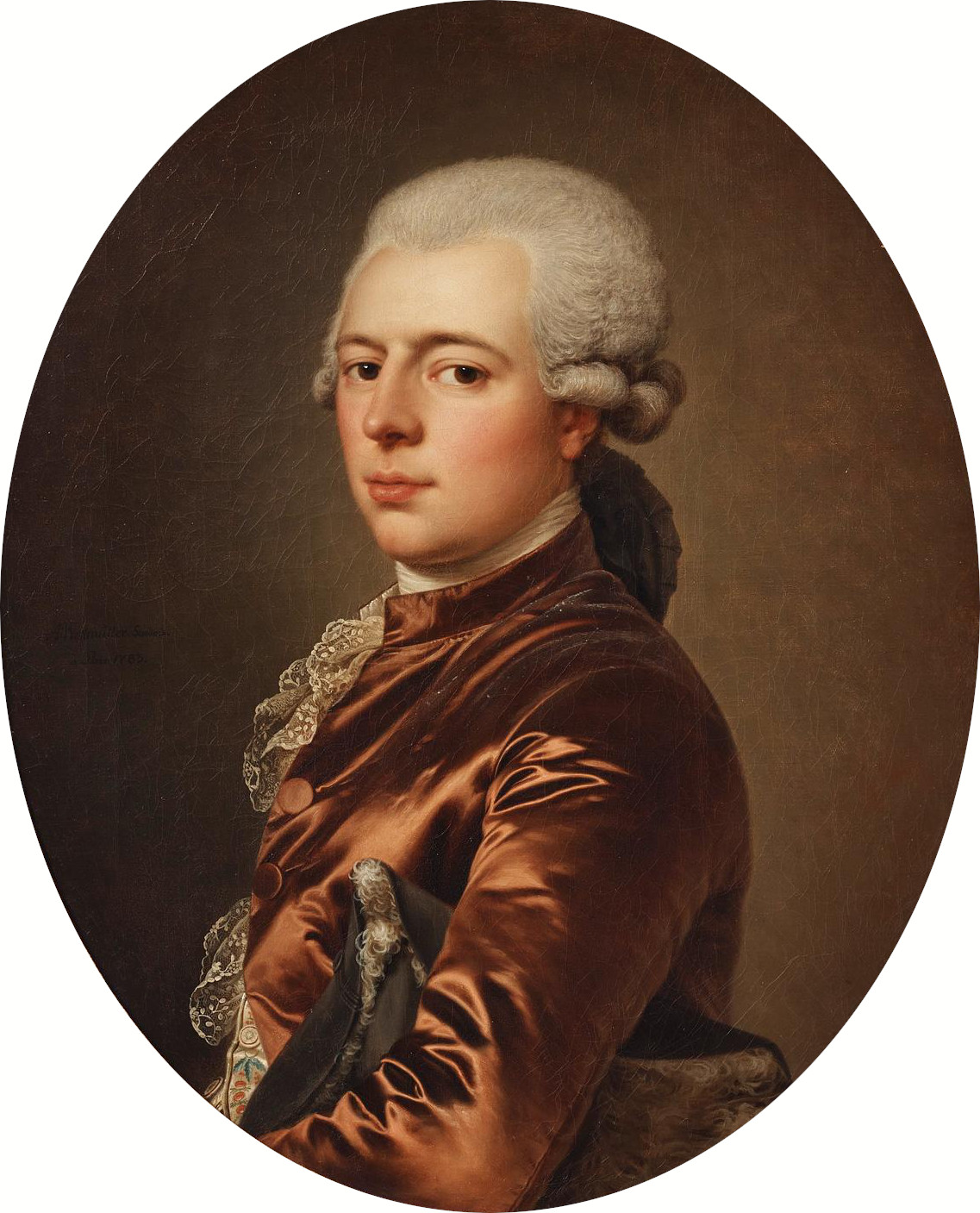
Erik August Tersmeden, (1783)
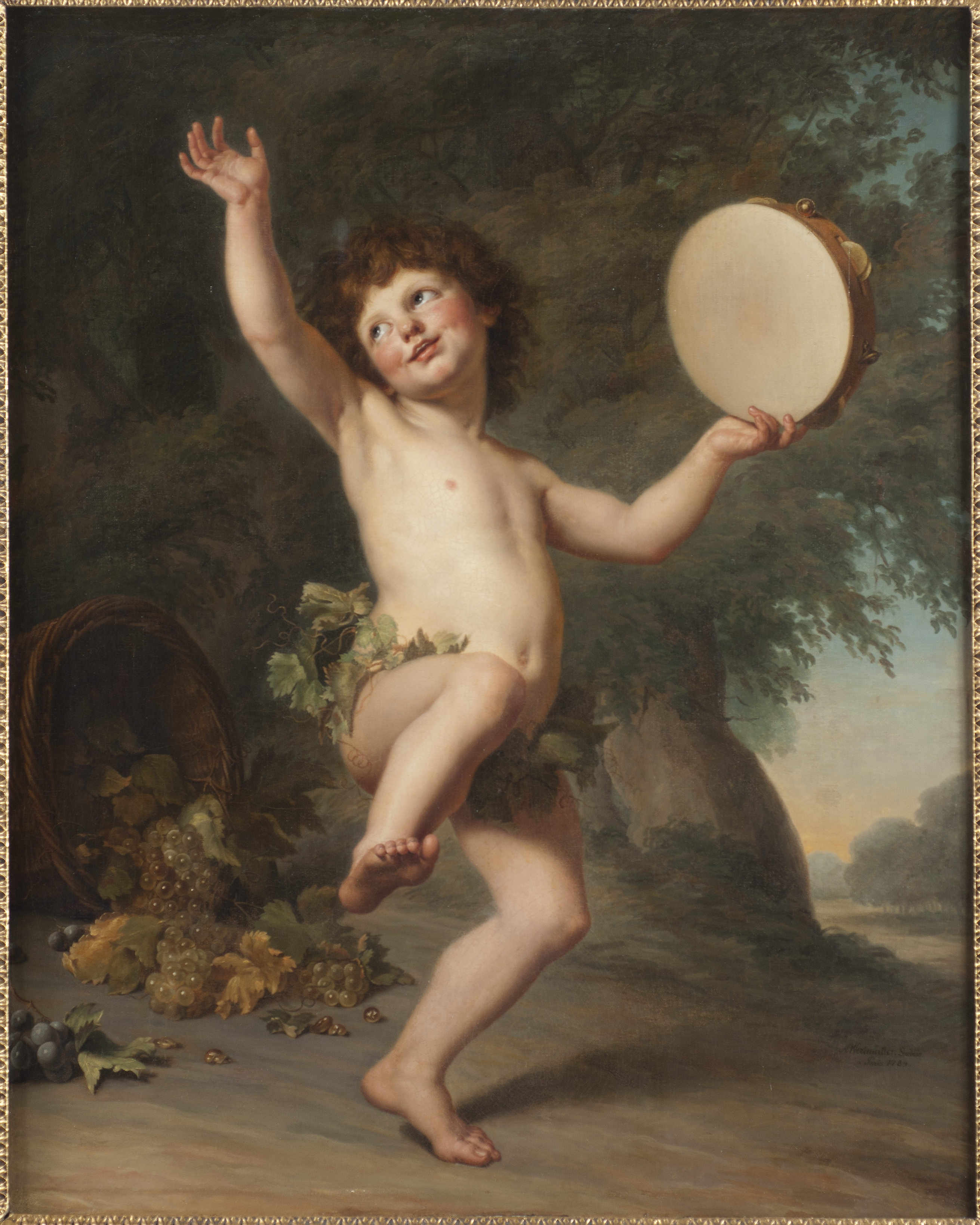
Amor som Bacchus., (1784)
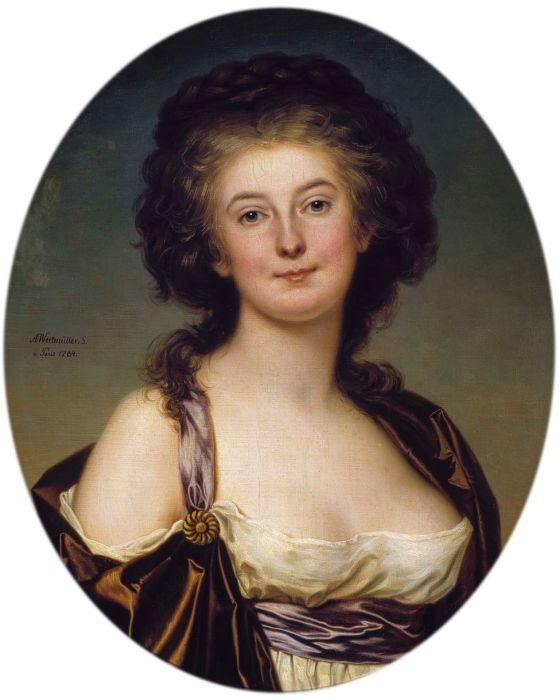
Mademoiselle Charlotte Eckerman, (1784)
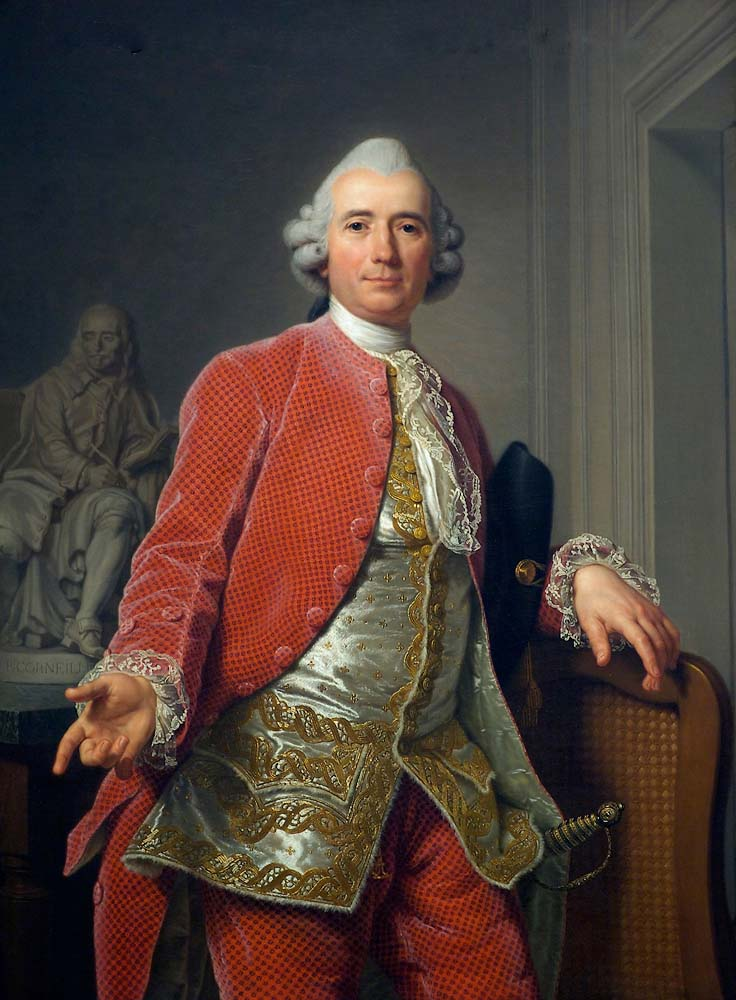
Jean-Jacques Caffieri, (1784)
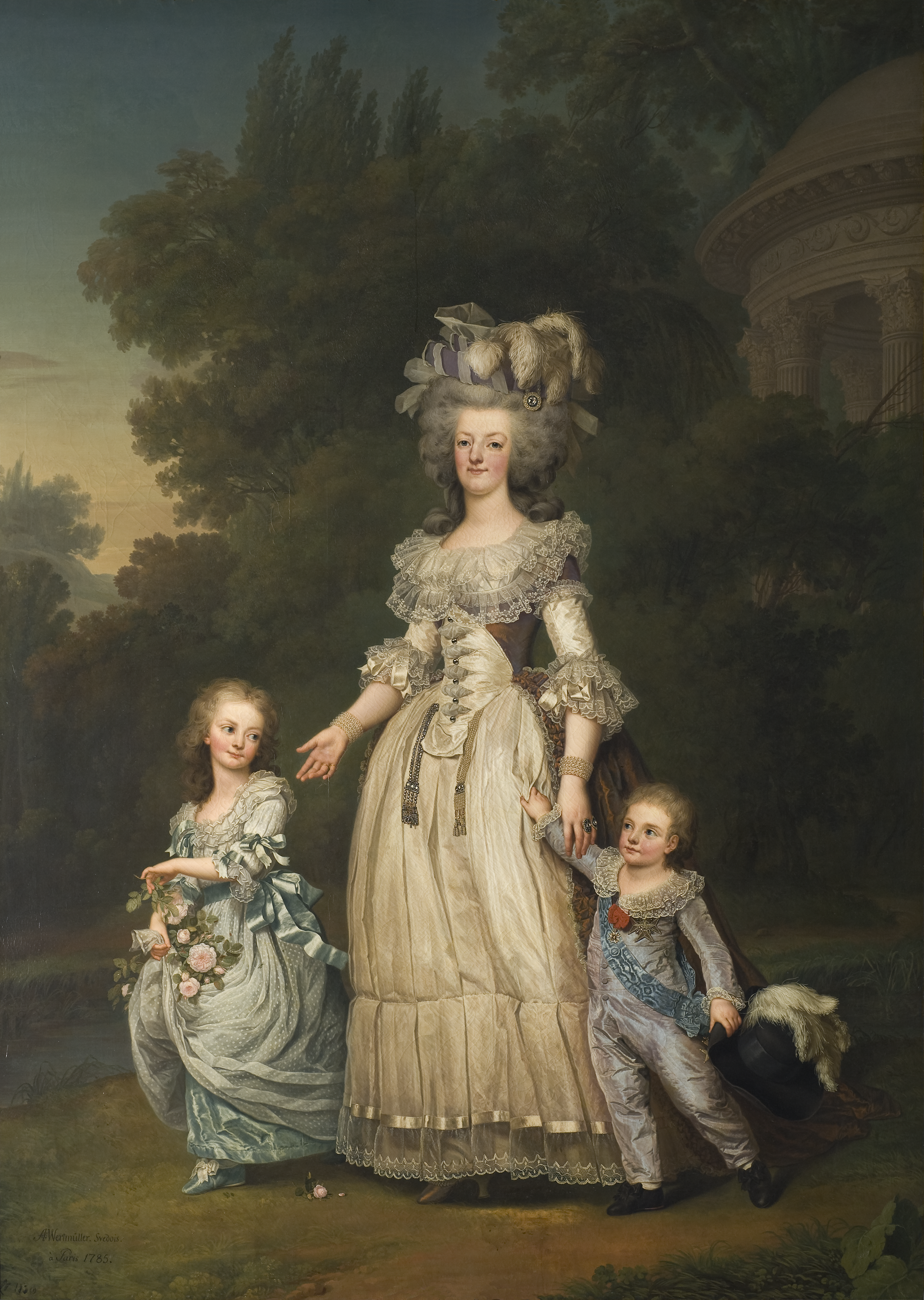
Drottning Marie-Antoinette, (1785)
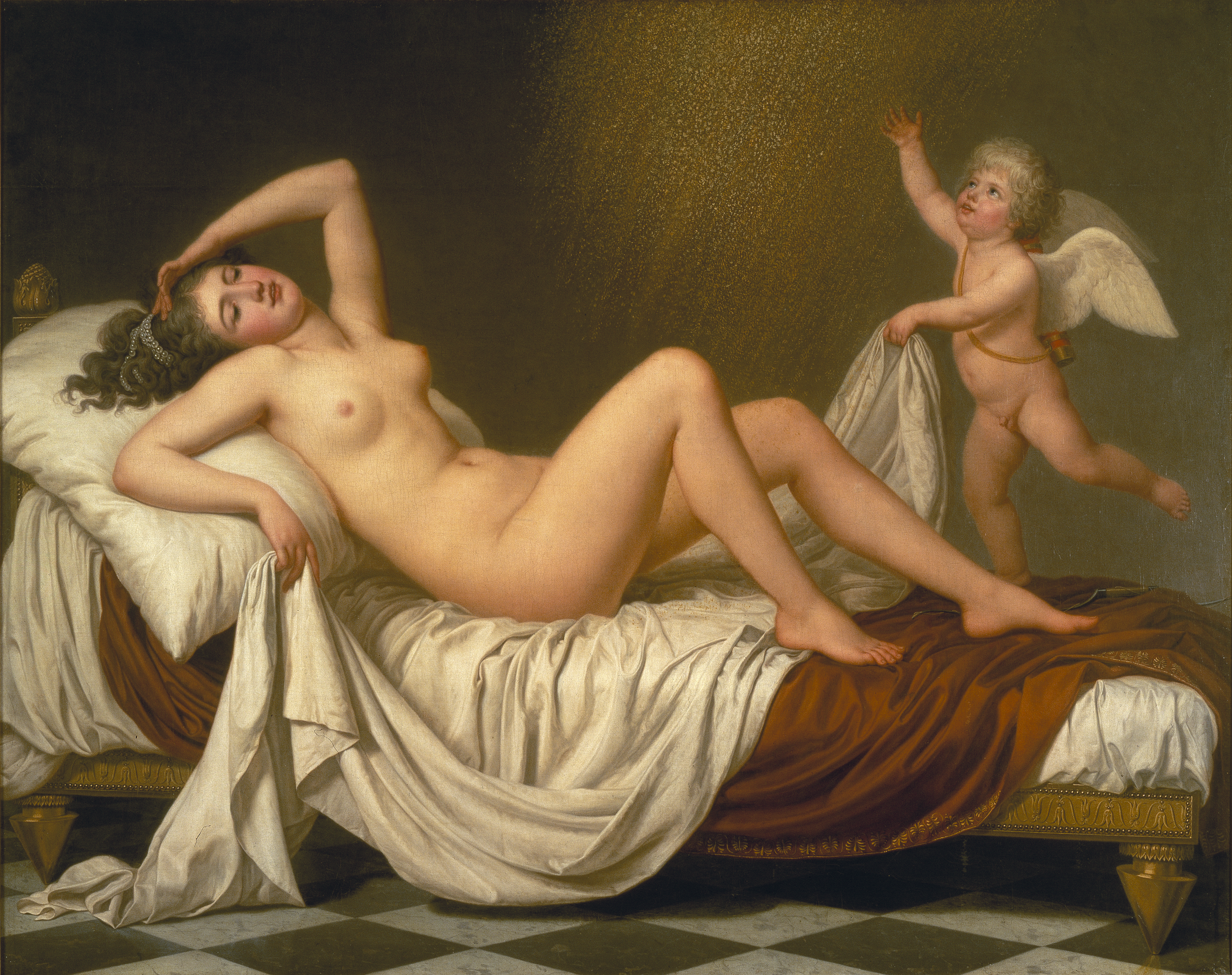
Danaë och guldregnet, (1787)
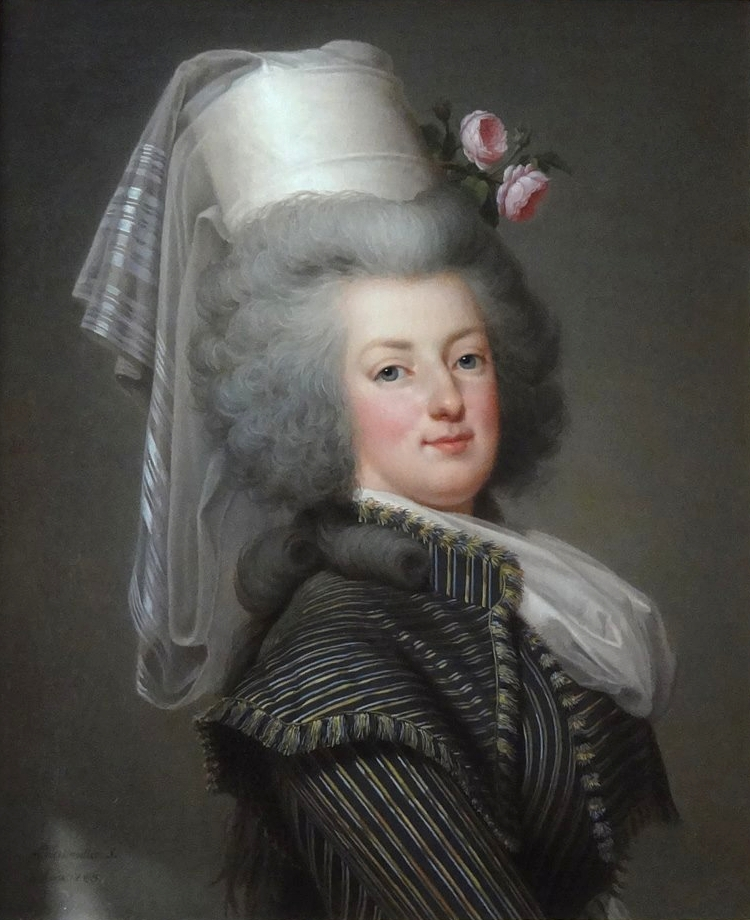
Drottning Marie-Antoinette, (1788)